# Brumista

Brumista davanti alla basilica di Sant'Ambrogio a Milano, fine XIX secolo

Brumista designa il vetturino delle carrozze trainate da cavalli utilizzate per il trasporto pubblico, mestiere ormai pressoché scomparso.

## Etimologia e specificità
Il vocabolo deriva dalle carrozze "Brougham", vocabolo talora trascritto "Broom" e pronunciato come "Brum", da cui il sostantivo "brumista" per il relativo conducente.
Secondo altra fonte, peraltro riferita alla sola realtà lombarda da cui il termine è accreditato provenire, il termine brumista deriva dal fatto che i conducenti di carrozze pubbliche "indossando mantelli scuri, stagliavano la loro figura nella notte, come un'ombra nebbiosa e caliginosa".
Il mestiere di brumista, come quello affine di postiglione (i termini talora sono utilizzati come sinonimi), scomparve gradualmente con il diffondersi dei veicoli a motore in sostituzione di quelli trainati da cavalli, e divenendo taxista.